# Сент Чарлс (Онтарио)
Сент Чарлс (енгл. St,-Charles) је општина у Канади у покрајини Онтарио. Према резултатима пописа 2011. у општини је живело 1.282 становника.

## Становништво
Према резултатима пописа становништва из 2011. у граду је живело 1.282 становника, што је за 10,6% више у односу на попис из 2006. када је регистровано 1.159 житеља.
| 2006. | 2011. |
| ----- | ----- |
| 1.159 | 1.282 |